# アレマン語
- F フランス
  - Straßburg ストラスブール（シュトラスブルク）
  - Kolmar コルマール（コルマー）
- D ドイツ
  - Stuttgart シュトゥットガルト
  - Pforzheim プフォルツハイム
  - Baden-Baden バーデン＝バーデン
  - Calw カルフ
  - Ulm ウルム
  - Ansbach アンスバッハ
  - Dinkelsbühl ディンケルスビュール
  - Nördlingen ネルトリンゲン
  - Augsburg アウクスブルク
  - Lindau リンダウ
  - Füssen フュッセン
  - Schongau ショーンガウ
  - Tübingen テュービンゲン
  - Freiburg フライブルク
- CH スイス
  - Basel バーゼル
  - Zürich チューリヒ
  - Bern ベルン
- LI リヒテンシュタイン

- Vorarlberg フォアアールベルク州
- Tirol チロル州最西部（ロイテ郡北部・ランデック郡西部）

- Lombardei ロンバルディア州（ロンバルダイ州）北部
- Aostatal ヴァッレ・ダオスタ州（アオスタタール州）北部
- Piemont ピエモンテ州（ピーモント州）北部

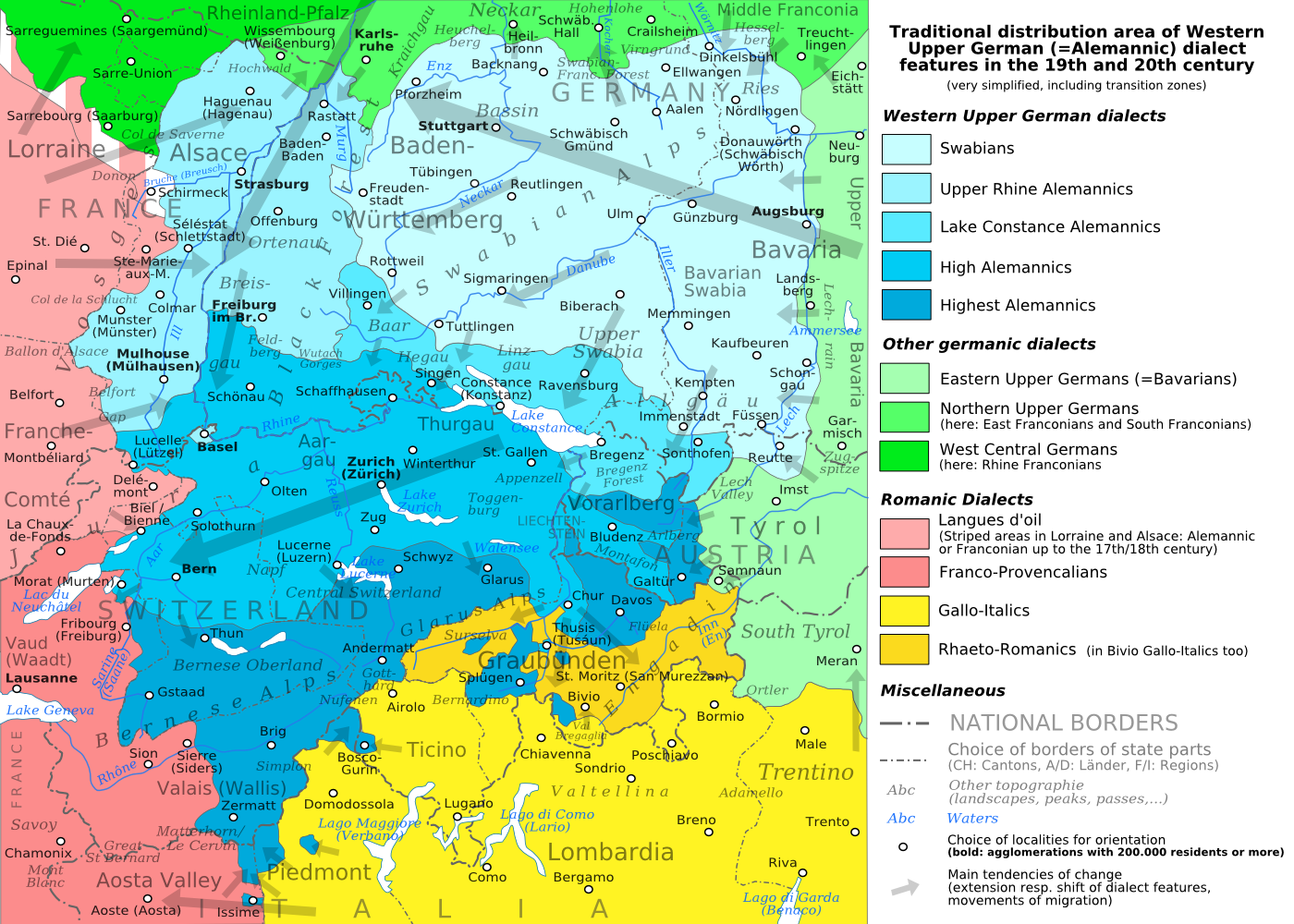
アレマン語地域
- F フランス
- Straßburg ストラスブール（シュトラスブルク）
- Kolmar コルマール（コルマー）
- D ドイツ
- Stuttgart シュトゥットガルト
- Pforzheim プフォルツハイム
- Baden-Baden バーデン＝バーデン
- Calw カルフ
- Ulm ウルム
- Ansbach アンスバッハ
- Dinkelsbühl ディンケルスビュール
- Nördlingen ネルトリンゲン
- Augsburg アウクスブルク
- Lindau リンダウ
- Füssen フュッセン
- Schongau ショーンガウ
- Tübingen テュービンゲン
- Freiburg フライブルク
- CH スイス
- Basel バーゼル
- Zürich チューリヒ
- Bern ベルン
- LI リヒテンシュタイン
- A オーストリア
- Vorarlberg フォアアールベルク州
- Tirol チロル州最西部（ロイテ郡北部・ランデック郡西部）
- I イタリア
- Lombardei ロンバルディア州（ロンバルダイ州）北部
- Aostatal ヴァッレ・ダオスタ州（アオスタタール州）北部
- Piemont ピエモンテ州（ピーモント州）北部

アレマン語（標準ドイツ語: Alemannisch (Alemannische Dialekte)、アレマン語: Alemannisch）は、ドイツ語の一方言、ドイツ南西部の地方言語のひとつ。
高地ドイツ語のうち上部ドイツ語（バイエルン語、オーストリアドイツ語も含む）に属し、シュヴァーベン語(Schwäbisch)、低地アレマン語(Niederalemannisch)、高地アレマン語(Hochalemannisch)、最高地アレマン語(Höchstalemannisch)に区分される。

## 概要
アレマン諸語の使用地域は、ゲルマン民族の一派のアレマン人（スエビ族の一派という）の住居していた地域である。そもそもアレマン語とはアレマン人の言葉という意味である。この言葉が言語か方言かについては言語学者によって見解が異なるが、エスノローグは「標準ドイツ語の会話者が理解する事は困難」とし、ユネスコは明確に異なる言語であると指摘している。
「ドイツ語」をフランス語で「アルマン(Allemand)」というのはアレマン語を話すアレマン人（仏：AlamansまたはAlémans）にルーツがあると言われるが、フランス語でも「アレマン語」は「アレマニーク(Alémanique)」という別の単語を用い区別はされている。

## その他
- k, p, tは標準ドイツ語のような有気音にはならない。
- b, d, gは常に無声化し、[p],[t],[k]となる。
- lは音節化するか、u[w]の音となる。

ISO 693-2の言語コードは「gsw」。

## 分類
- シュヴァーベン語（シュトゥットガルトを中心とするドイツ南部のバーデン=ヴュルテンベルク州東部のシュヴァーベン地方、オーストリア・チロル州北西部ロイテ郡北部など）各方言
  - バイエルン・シュヴァーベン語（バイエルン州南西部のバイエルン・シュヴァーベン地方（アウクスブルク、ネルトリンゲン、フュッセンなど））
- 低地アレマン語（主にドイツ南西部とスイス北部など）
  - 上ライン・アレマン語 (de:Oberrheinalemannisch)
    - フライブルク語（フライブルク）
    - シュヴァルツヴァルト語（シュヴァルツヴァルト）
    - アルザス語（フランス中東部のアルザス（アルザス＝ロレーヌ地方））
    - バーゼル語（バーゼル州）

  - ボーデン湖アレマン語 (de:Bodenseealemannisch)
    - ドイツ南部・コンスタンツ、フリードリヒスハーフェン、リンダウ、オーストリア・フォアアールベルク州北部など

  - ベネズエラドイツ語（ベネズエラ）※コロニア・トバール（英語版）を参照。
- 高地アレマン語 （スイス中部・東部など）
  - スイスドイツ語
    - チューリヒ語（チューリヒ州）
    - ウーリ語（ウーリ州）
    - ツーク語（ツーク州）
    - ザンクトガレン語（ザンクトガレン州）
    - ベルン語（ベルン州）
    - グラウビュンデン＝グリゾン語（グラウビュンデン州）
    - オプヴァルデン語（オプヴァルデン州）
    - アッペンツェル語（アッペンツェル州）
    - ルツェルン語（ルツェルン州）

  - リヒテンシュタイン語（リヒテンシュタイン公国）
- 最高地アレマン語 (de:Höchstalemannisch) ※チロル州最西部ランデック郡西部でも話される。
  - ヴァリス語（ヴァリス州、リヒテンシュタイン公国のトリーゼンベルク[4]）
  - ゼンスラー語
  - スヴァビア語（イタリア北西部のロンバルディア州、ヴァッレ・ダオスタ州、ピエモンテ州北部地方）
- フォアアールベルク語
  - フォアアールベルク州の言語の総称。上記の北部で話されるボーデン湖アレマン語、中・南部で話される高地アレマン語、最高地アレマン語など（オーストリアアレマン語とも呼ばれる）
- ペンシルベニアドイツ語（ペンシルベニアアレマン語）（アメリカ合衆国のペンシルベニア州、中西部など）

言語コード
- SIL
  - GSW（スイスドイツ語）
  - SWG（シュヴァーベン語）
  - WAE（ヴァリス語。広義的にはしばしばスイスの言語学者からはスイスドイツ語に含まれる）
  - GCT（ベネズエラドイツ語）